# John Anderson Jr.
John Anderson, Jr., född 8 maj 1917 nära Olathe, Kansas, död 15 september 2014 i Olathe, Kansas, var en amerikansk republikansk politiker. Han var den 36:e guvernören i delstaten Kansas 1961–1965.
Anderson studerade vid Kansas State College of Agriculture and Applied Science (numera Kansas State University) och University of Kansas där han 1944 avlade juristexamen. År 1946 inledde han sin advokatpraktik i Olathe. Han var ledamot av delstatens senat 1953–1956 och delstatens justitieminister (Kansas Attorney General) 1956–1961. Han vann guvernörsvalen i Kansas 1960 och 1962 som republikanernas kandidat. I januari 1965 efterträddes Anderson som guvernör av William Henry Avery.